# The Return of the Sister Street Fighter
Pour plus de détails, voir Fiche technique et Distribution.
The Return of the Sister Street Fighter (帰って来た女必殺拳, Kaette kita onna hissatsu ken) est un film japonais réalisé par Kazuhiko Yamaguchi, sorti en 1975. Il s'agit de la suite de Sister Street Fighter: Hanging by a Thread.

## Fiche technique
- Titre original : 帰って来た女必殺拳 (Kaette kita onna hissatsu ken)
- Titre français : The Return of the Sister Street Fighter
- Réalisation : Kazuhiko Yamaguchi
- Scénario : Masahiro Kakefuda et Takeo Kaneko
- Musique : Shunsuke Kikuchi
- Société de production : Toei
- Pays d'origine : Japon
- Format : Couleurs - 2,35:1 - Mono
- Genre : action
- Durée : 77 minutes
- Date de sortie : 1975

## Distribution
- Etsuko Shihomi : Li Hong-Long
- Yasuaki Kurata : Go Kurosaki
- Akane Kawasaki : Xiu-Li
- Mei-Ho Chang : Lihua (Reika)
- Miwa Cho : Li-Hua (Reika)
- Mitchi Love : Michi Katahira
- Jirô Yabuki : Xiang De-Ki
- Rin'ichi Yamamoto : Wang Longming